# Rêve en psychologie analytique
Vous lisez un « bon article » labellisé en 2009.
Ne doit pas être confondu avec Rêve.
Pour un article plus général, voir Psychologie analytique.

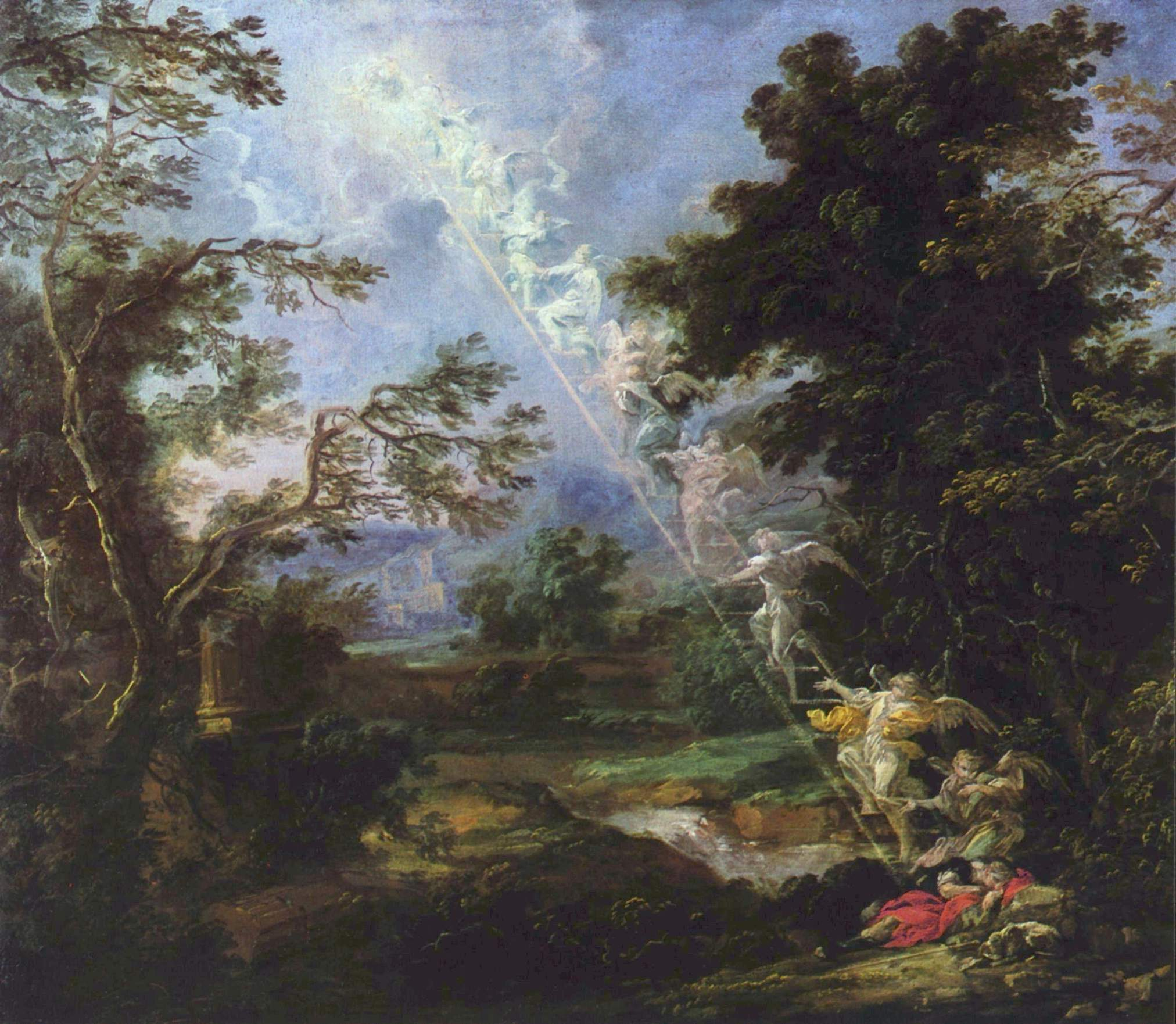
Michael Lukas Leopold Willmann, Paysage du rêve de Jacob, vers 1691.

Le rêve est, au sein de la psychologie analytique, comme de manière générale en psychanalyse, « la voie royale » menant à la compréhension des contenus inconscients. Cependant, pour le psychiatre suisse Carl Gustav Jung, son interprétation et sa fonction dans la psyché diffèrent de la perspective freudienne. Jung explique en effet que « la fonction générale des rêves est d'essayer de rétablir notre équilibre psychologique à l'aide d'un matériel onirique qui, d'une façon subtile, reconstitue l'équilibre total de notre psychisme tout entier. C'est ce qu'[il] appelle la fonction complémentaire (ou compensatrice) des rêves dans notre constitution psychique ». En ce sens, le rêve participe du développement de la personnalité, en même temps qu'il lie le sujet au vaste réservoir imaginaire qu'est l'inconscient collectif. Selon l'analyste Thomas B. Kirsch, « Jung considère le rêve comme un phénomène psychique naturel et normal, qui décrit la situation intérieure du rêveur [et en fait un] autoportrait spontané, sous forme symbolique, de l'état présent de son inconscient ».
La contribution de Jung puis de ses continuateurs, comme Marie Louise von Franz (pour qui le rêve est « la voix de l'instinct humain ») ou James Hillman, à la science des rêves est notable. Carl Gustav Jung a en effet proposé une double lecture, sur le plan de l'objet et du sujet, tout en représentant le rêve comme un processus dramatique comportant des phases qui permettent d'en éclairer le sens, toujours individuel mais également réductible à des enjeux culturels et universels. Sa méthode d'interprétation, l'« amplification », autorise ainsi à comparer les messages oniriques aux mythes et aux productions culturelles de toutes les époques. Marie Louise von Franz a, elle, étudié les symboles oniriques dans les rêves, alors que James Hillman s'est davantage intéressé à ce que représente cet autre monde pour le rêveur.
Théâtre nocturne des symboles, le rêve est pour Jung une production naturelle de l'inconscient, ainsi que le lieu de transformation de la personnalité et la voie vers un devenir que Jung nomme l'« individuation ». Le rêve est par conséquent au cœur de la psychothérapie jungienne qui vise, par son étude et par la méthode de l'amplification, à rapporter chacun des motifs oniriques à l'imaginaire humain, et ainsi à en développer le sens pour le rêveur.

## Le rêve dans la psychologie analytique
Le rêve est, au sein de la psychologie analytique, un processus naturel émanant de l'inconscient. Il cumule ainsi plusieurs fonctions que Jung étudie principalement  dans deux ouvrages majeurs : L'Homme à la découverte de son âme et Sur l'interprétation des rêves . Selon Jacques Montanger le rêve est pour Jung « un organe d'information et de contrôle ayant une double fonction » : une fonction compensatoire et une fonction prospective, en plus d'être un régulateur physiologique.

### Fonction d'utilité physiologique
En psychiatrie, Jung considère dès ses premiers écrits sur les rêves l'utilité biologique et physiologique du rêve. Il parle ainsi des « automatismes fonctionnels qui, à l'instar des réactions cellulaires, trouvent obligatoirement leur justification » dans le processus onirique. Certains rêves permettent même au corps d'exprimer des états fiévreux ou maladifs et d'annoncer des troubles biologiques à venir. Les contenus des rêves peuvent en effet être la manifestation de causes somatiques, et cet état de fait est, souligne Jung, connu depuis longtemps par la médecine traditionnelle, shamanique et, plus récemment, par la psychologie expérimentale. Certains événements physiques et environnementaux comme le bruit, la chaleur ou le froid peuvent se matérialiser dans les rêves. Enfin certains rêves possèdent un contenu traumatique et obsédant, constituant « une tentative de l'inconscient pour intégrer le choc de façon psychique » .

### Fonction de compensation et d'équilibre psychique
Selon Jung, la principale fonction du rêve est de contribuer à l'équilibre psychique, de la même façon qu'il participe à l'équilibre biologique. Se souvenant du rôle de la compensation invoquée par Alfred Adler, il constate que tout ce que nous vivons dans la journée n’accède pas à la conscience. Certains phénomènes restent en effet subliminaux. Dans le rêve l’aspect caché, inconscient d’un concept, peut être mis en images. La psyché de l’homme est constituée de parties conscientes et d’autres inconscientes, ces dernières s'expriment pendant les rêves qui permettent ainsi, en les reliant, de sauvegarder l'équilibre psychique. Pour restaurer la stabilité mentale, et même physiologique (Jung parle en effet de la « fonction biologique compensatrice » des rêves) il faut que la conscience et l’inconscient soient intégralement reliés, afin d’évoluer parallèlement. Cette fonction de compensation se retrouve dans toute sa théorie.
Dans Sur l'interprétation des rêves Jung distingue ainsi quatre significations au processus onirique concernant sa fonction d'équilibrage psychique. Tout d'abord il représente la réaction inconsciente à une situation consciente et il réagit donc soit en restituant le contenu diurne soit en le compensant. Deuxièmement, le rêve révèle une situation issue du conflit entre la conscience et l'inconscient. Par la compensation, le rêve représente cette tendance de l'inconscient à vouloir transformer l'attitude consciente. Enfin, les processus inconscients inhérents au rêve n'ont aucun rapport de nature avec la situation consciente. La conception de l'inconscient de Jung fait qu'il considère les rêves comme des « messagers indispensables qui transmettent les informations de la partie instinctive à la partie rationnelle de l'esprit humain ». Pour représenter cette partie instinctive non rationnelle, Jung prend en compte le rapport de l'inconscient personnel avec les fondements collectifs de l'imaginaire humain. Pour lui, cet inconscient collectif est producteur de sens et compense l'attitude du Moi, afin de maintenir ou rétablir un équilibre psychique ; en effet le « rêve est une autoreprésentation, spontanée et symbolique, de la situation actuelle de l'inconscient ». Le rêve est donc pour Jung une expression de la situation psychique globale qui est autant la figuration de l'état momentané de la conscience que celle de la dimension collective de l'inconscient, ce faisant il est un régulateur énergétique qui compense la vie diurne.

### Fonction prospective
Le rêve possède une fonction prospective, permettant de trouver une issue à un conflit immédiat, capacité qui tient plus d'une aptitude à entrevoir une finalité. Jung parle parfois, afin de diminuer la polysémie du terme, de « fonction intuitive » des rêves. Cette fonction prospective ne s'identifie en effet pas à un rêve prémonitoire mais elle enseigne en réalité au rêveur un chemin à suivre. L'inconscient possédant un savoir absolu lui permettant d'anticiper le futur, Jung voit dans cette fonction onirique la clé expliquant certaines facultés « psy » comme la télépathie. Néanmoins, Jung ne retient véritablement que les rêves prévoyant les futures transformations de la personnalité du rêveur et explique qu'« il serait injustifié de les qualifier de prophétiques, car ils le sont, au fond, tout aussi peu qu'un pronostic médical ou météorologique ». Ces rêves prennent par conséquent place au sein de l'individuation, concept central chez Jung. Celui-ci considère que la fonction prospective a deux sens : elle est à la fois intégrative et synthétique (ou « réductive »).
Au sein de cette fonction prospective, Jung y inclut une catégorie de rêves : ceux où il arrive que certains événements psychiques pénètrent la sphère inconsciente. C'est le cas de rêves annonçant la mort d'un proche. Jung remarque que ces cas sont proches d'un « instinct de situation ». Dans ses derniers travaux, le psychiatre suisse voit dans cette catégorie de rêves des exemples de synchronicité, c'est-à-dire de relations acausales entre un événement réel d'une part et un état psychique et émotionnel d'autre part. Enfin, à l'inverse, le rêve peut évoquer des événements passés, connus par le sujet ou inconnus par lui. Jung les rapproche du phénomène de cryptomnésie.

## L'interprétation des rêves

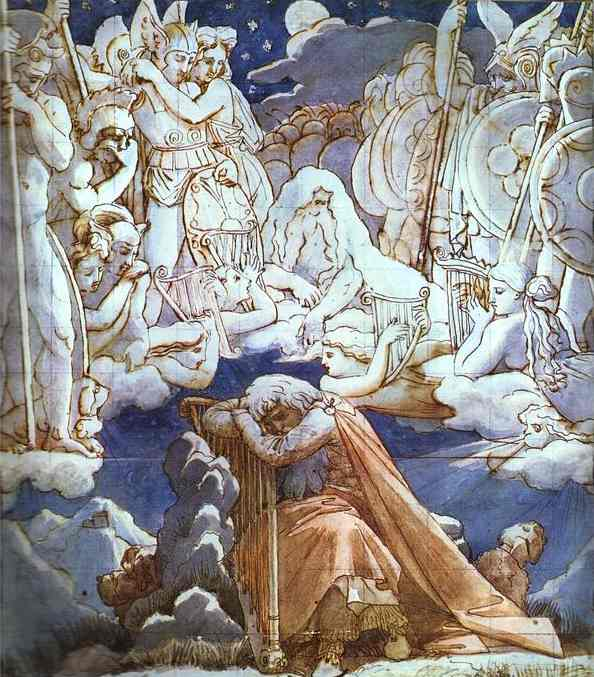
Les chants d'Ossian, par Jean Auguste Dominique Ingres, 1811 ou 1813.

Reprenant l'apport de la psychanalyse de Freud et de son ouvrage fondateur, L'Interprétation des rêves (Traumdeutung en allemand), Jung considère que le rêve se décrypte. Le contenu latent et le contenu manifeste, concepts freudiens, ne lui permettent néanmoins pas de dégager un sens en rapport avec l'équilibre du sujet. Jung a donc développé diverses notions ainsi qu'une pratique spécifiques à sa théorie qui repose sur son approche particulière du symbole.

### Rêve et symbole: le langage onirique
Pour Jung, le rêve est le « théâtre des symboles », entendu que le « symbole », à distinguer du « signe » est une image permettant d'allier des contenus contradictoires, l'un conscient et l'autre inconscient. Chez Jung, « le symbole est doté d'un dynamisme subjectif qui exerce un attrait puissant sur l'individu et qui agit comme un transformateur d'énergie psychique » explique Thomas B. Kirsch. Les motifs monstrueux restent à ce titre significatifs : « la présence dans le rêve de figures monstrueuses ou hybrides désigne souvent une incursion du Non-homogène, de motifs indépendants qui ne participent pas du contexte du rêve. ». Par ailleurs, les symboles sont des produits naturels et spontanés de l'inconscient qui obéissent au principe d'économie psychique. Ainsi, le symbolisme du rêve obéit à la loi de la plus petite force nécessaire, en réunissant dans un même objet plusieurs indices importants et qu'Yves Delage avait déjà noté dans son ouvrage Le Rêve (1921) remarque Jung.
Cependant, un même symbole n’a pas forcément le même sens d'un rêve à l'autre. C'est pourquoi Jung s'est toujours opposé à la possibilité d'interpréter les rêves au moyen de manuels. Des motifs récurrents (comme la chute, le fait de voler ou les poursuites etc.) demandent des interprétations individuelles, parce que leur sens dépend du contexte et de la vie du rêveur. Les « enseignements du rêve » sont en effet toujours personnels dans la théorie jungienne. Ainsi, l'explication du rêve est complète quand on réussit à indiquer « la distance où se trouve le rêveur par rapport à la réalisation des exigences de l'inconscient collectif ». Connaître l'inconscient collectif et son emprise sur le sujet est la phase capitale de la psychothérapie jungienne. En effet, au cours du traitement, arrive toujours un moment où les imaginations des patients changent de caractère et où l'interprétation ne peut plus se faire (uniquement) sur la base d'éléments personnels refoulés. Il faut alors comparer ces matériaux particuliers sous l'angle collectif afin d'amplifier l'interprétation. Ce « déplacement sur le plan mythique » caractérise l'approche jungienne.

### L'amplification
« L'amplification est une sorte de travail d'association délimité, cohérent et dirigé, qui ramène toujours à la quintessence du rêve et qui cherche à l'élucider en l'éclairant de tous les côtés possibles » explique Jolande Jacobi, une analyste proche de Jung. Cette approche permet de constater le point de divergence entre l'analyse freudienne d'une part, qui se présente « comme un monologue », et celle de Jung dans laquelle le rêve est un « objet d'examen » selon Charles Baudouin. Jung met par ailleurs en garde contre la sur-interprétation, stérile et dangereuse même pour le rêveur. Le traducteur français de Jung, le psychiatre Roland Cahen souligne également la dangerosité d'amplifier sans retenue. Par ailleurs, l'amplification visant à « susciter chez l'analysant une compréhension plus riche de son rêve » est moins utilisée de nos jours car l'expérience a prouvé qu'elle permettait d'éviter de se confronter à des complexes.
En pratique, la méthode d'amplification (que Jung explique dans la seconde partie de Sur l'interprétation des rêves constituée des notes de séminaire des années 1938 et 1939) consiste à faire exprimer au rêveur ce qui lui vient immédiatement à l'esprit à partir d'une scène onirique. L'analyste peut ainsi explorer un maximum de sens possibles, constitutifs de l'imaginaire du patient, en tournant autour d'un « noyau central de signification ». Pour Jung en effet, par cette méthode, l'analyste peut savoir quel est ou quels sont le ou les archétypes constellés, c'est-à-dire excités dans l'inconscient du sujet. La démarche de Jung est donc exhaustive du point de vue des motifs symboliques tandis que Freud, avec sa méthode des associations libres, développe un même motif, en s'éloignant d'une première association par une association sur cette association, et ainsi de suite. Si l'analyste aide et guide l'amplification, il est néanmoins impératif que le patient approuve et même valide d'une certaine manière les conclusions et « Jung insiste sur la nécessité d’obtenir l’assentiment du patient à l’interprétation proposée ».
La méthode de l'amplification doit par ailleurs s'appliquer à chacun des éléments du rêve. Le motif du « lion » par exemple évoque pour le sujet une soif de puissance ; puis l'analyste lui demande de nouveau que signifie pour lui ce mot puissance, et ainsi de suite. Il s'agit de l'amplification personnelle, que Jung prolonge (et cela est spécifique à sa théorie) par une amplification collective et culturelle. Les rêves d'enfants en font partie. L'analyste doit alors effectuer des recherches bibliographiques et posséder une culture étendue afin de cerner les correspondances symboliques entre les motifs.

### Interprétation sur trois plans: du sujet, de l'objet et du transfert
Jung a introduit l'analyse par plans au sein de l'interprétation des rêves. Il distingue ainsi le « plan du sujet » et le « plan de l'objet ». Le rêve compensant la vie diurne du rêveur, l'analyste peut en effet interpréter la production onirique sur le plan de l'objet, qui permet la confrontation du sujet avec les archétypes, ou sur le plan du sujet, ce qui lui donne alors la possibilité de se réapproprier l'énergie libidinale contenue dans les projections qu'il a faites sur l'objet.
Le plan de l'objet est une interprétation qui renvoie chaque motif et symboles à des éléments extérieurs. La méthode décompose les éléments oniriques afin de découvrir leur sens selon le rêveur. Le plan du sujet concerne le propre de la personne qui rêve. Jung rapporte un exemple d'interprétation au vécu de la personne comme dans cet exemple : « Une patiente désire traverser une rivière lorsqu'elle se voit retenue par le pied par un crabe. Cette malade vit une relation homosexuelle avec une amie et, par association, en vient à penser que les pinces du crabe représentent l'affection accaparante de son amie. Il s'agit là de l'interprétation depuis le plan de l'objet, mais cette interprétation n'épuise pas le matériel par rapport au sujet lui-même, car le crabe est un animal qui avance à reculons – preuve d'une disposition régressive – et qui est associé au cancer, ce qui donne à penser que la racine de l'homosexualité est terriblement dangereuse ». Le but de cette approche est de dissocier les éléments oniriques pour ne conserver que ce qui concerne le rêveur. Ainsi, une interprétation sur le plan du sujet permet de réduire les projections du patient en mettant au premier plan les images inconscientes, l'assimilation des complexes se faisant, pour la psychologie analytique, dans la prise de conscience de ces derniers.
Néanmoins, le rêve peut être tour à tour envisagé sur chacun de ces deux plans puisqu'il plonge sans cesse dans un milieu de pensées primitives « adualistes » (sans dualité). Le phénomène de la participation mystique conduit en effet, dans l'image onirique, à fusionner objet et sujet. Jung y ajoute donc une interprétation sur un troisième plan, celui du transfert, et qui prend en compte les deux autres plans, ainsi que le rapport transférentiel entre le rêveur et l'analyste, dans le cadre de la psychothérapie donc.

### Série de rêves et structure dramatique

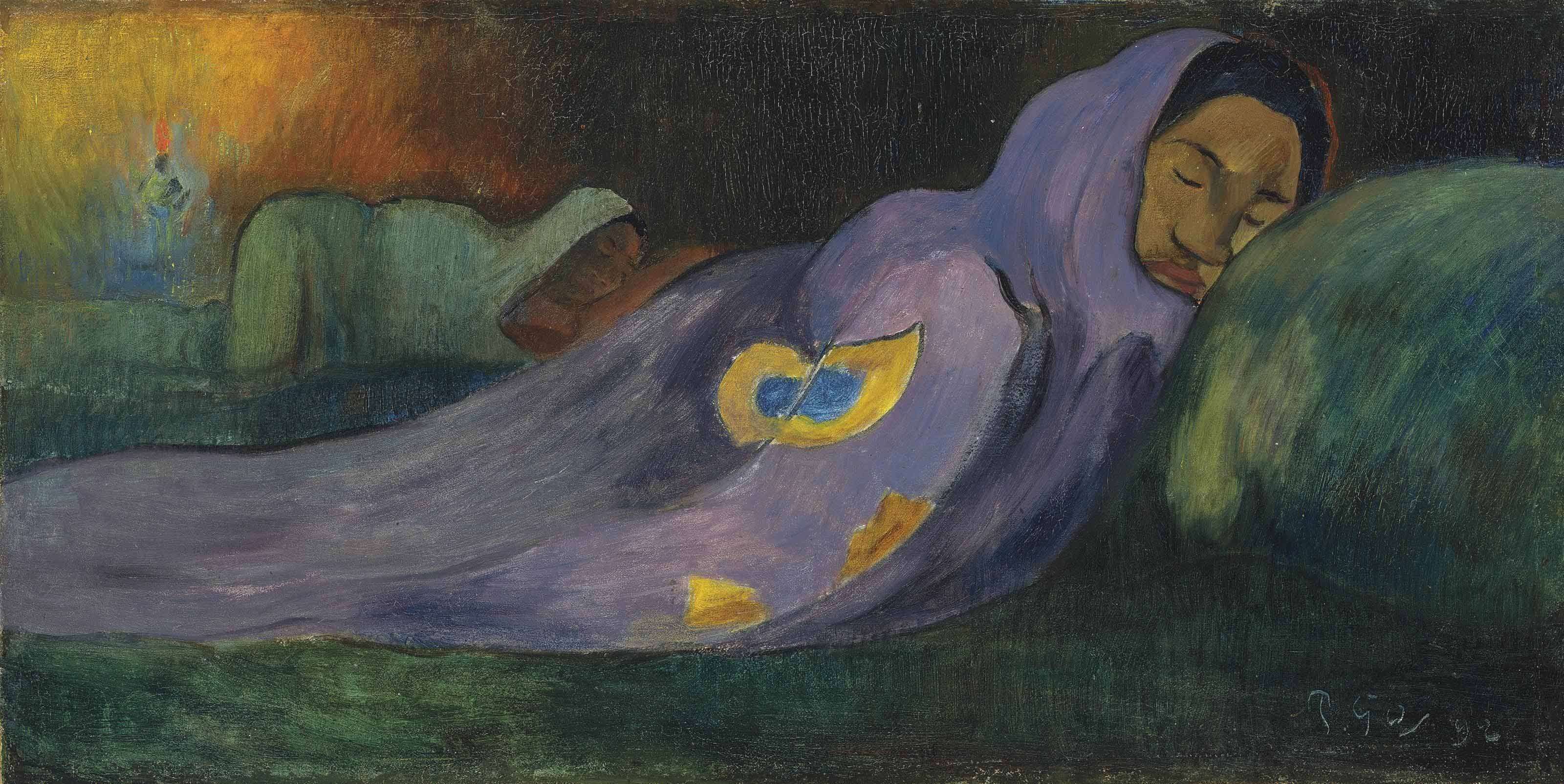
Paul Gauguin, Le Rêve, 1892.

Jung écrit dans Sur la méthode de l’interprétation des rêves que « la série onirique est comparable à une sorte de monologue qui s’accomplirait à l’insu de la conscience. Ce monologue, parfaitement intelligible dans le rêve, sombre dans l’inconscient durant les périodes de veille, mais ne cesse en réalité jamais. Il est vraisemblable que nous rêvons en fait constamment, même en état de veille, mais que la conscience produit un tel vacarme que le rêve ne nous est alors plus perceptible ». En effet, un seul rêve ne suffit pas, l'inconscient utilisant toujours une série de rêves pour influencer le conscient et ce même si « la série qui (...) paraît chronologique n'est pas la véritable série ». L'analyste doit donc interpréter des ensembles continus de rêves dans lesquels se révèle une dynamique des représentations. Jung donne deux exemples significatifs de l'intérêt d'une étude de séries oniriques, à travers les cas de « Miss Miller » (dans Métamorphoses de l’âme et ses symboles) et du physicien Wolfgang Pauli (que Jung eut comme patient également) dans Psychologie et alchimie. Ces séries de rêves semblent orienter, remarque Jung, vers un désir inconscient de centralité et de totalité qu'il nomme l'individuation.
Par ailleurs, lorsque le rêve est trop complexe, il est judicieux de le schématiser. Ainsi Jung voit dans le rêve un drame comportant une exposition de la situation (lieu, temps et les dramatis personae) et du problème, puis des péripéties et enfin la lysis ou résultat du rêve qui est aussi la représentation compensatoire de l'action onirique,. La plupart des rêves procèdent en effet d'une structure dramatique semblable, qu'au niveau conscient le rite reproduit également. La spécificité de la psychologie analytique tient au fait que le rêve est considéré comme une personnification dramatique des complexes.

### Méthode concentrique et principes éthiques de l'interprétation
Alors que la méthode des associations libres procède par arborescence, en s’éloignant graduellement de l’image primitive du rêve, la méthode de Jung est « concentrique » et tend à revenir à l’image onirique. La méthode freudienne est en effet jugée comme trop défensive car elle permet une réduction à la figure originale. Jung lui préfère donc une méthode circulaire, procédant par circumambulation qui se retrouve dans des traditions spirituelles, comme l'alchimie ou le gnosticisme et qu'il nomme amplificatio. Mais il ne s'agit pas seulement d'une approche technique mais aussi d'une position éthique du praticien face au rêve et face au rêveur.
L'analyste doit ainsi partir du principe qu'il ne sait rien du rêve et qu'il ne peut se forger a priori une opinion préconçue ou théorique. Jung explique en effet qu'étant donnée « la variabilité infinie des rêves », le mieux est de « traiter le rêve comme un objet totalement inconnu ». Marie Louise von Franz dit ainsi : « Nous devrions observer les rêves aussi objectivement que possible (...). Le rêve apporte un message nouveau que ni l'analyste ni l'analysé ne peuvent connaître à l'avance ». De même, lors de cette interprétation, l'analyste a un rôle à jouer. Il ne s'agit pas, néanmoins, de faire preuve d'interventionnisme, l'analyste étant là pour guider le rêveur dans ce premier travail interprétatif qui est l'amplification du rêve. Par ailleurs, certaines images peuvent être néfastes, et l'analyste se doit, par le transfert notamment, d'aider véritablement le patient à les rendre conscientes. Pour Jung, le transfert, a contrario de Freud, a une utilité recherchée en cure : en devenant l'objet des projections du rêveur l'analyste lui permet de rendre conscients certains contenus inconscients.

## Genèse du concept

### Héritage philosophique et psychanalytique

#### L'interprétation des rêves avant Jung

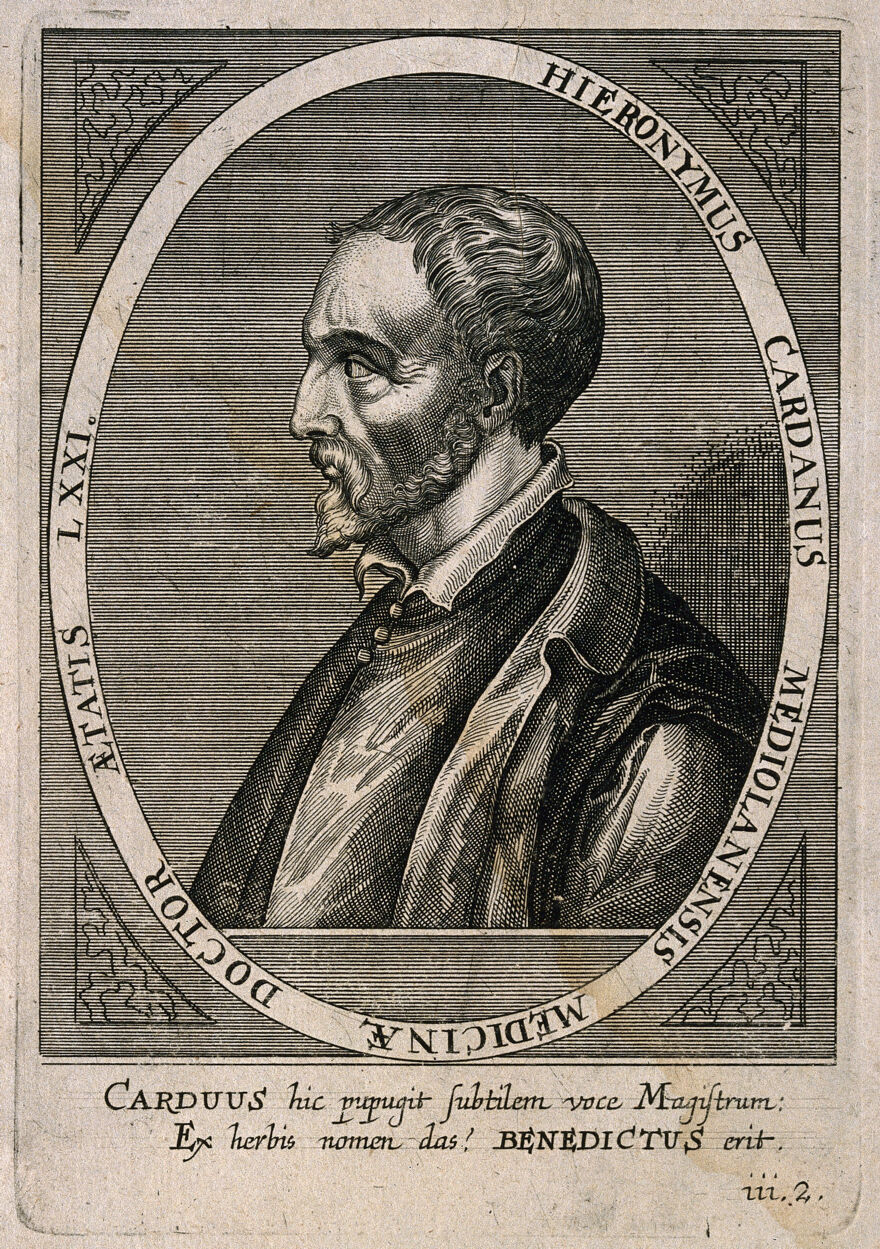
Les intuitions de Jérôme Cardan, qui aurait trouvé la solution de l'équation du troisième degré en rêvant, sont pour Jung un matériel d'étude.

Comme dans la Kabbale juive, le rêve porte en lui, pour Jung, sa propre signification. Néanmoins, dans ses divers séminaires, Jung fait souvent remonter l'intérêt scientifique pour le rêve à des personnalités de la théologie chrétienne des premiers temps. Ainsi, dans ses notes de séminaire de 1936 et 1937, formant la première partie de son ouvrage de synthèse Sur l'interprétation des rêves, il dresse un panorama historique allant d'Artémidore de Daldis (IIe s.) avec son ouvrage Cinq livres sur l'art d'interpréter les rêves, à Macrobe (né vers 370), à travers son Commentaire au Songe de Scipion, et Synésios de Cyrène (IVe-Ve s., avec Traité sur les visages du rêve) et à des figures plus modernes comme Caspar Peucer (1525 - 1602), auteur du De somniis, l'abbé Richard (XVIIIe s.) et sa Théorie des songes, Franz Splittgerber (Schlaf und Tod, 1866) et, au XXe siècle, Yves Delage (1854 - 1920) avec Le rêve (1920). Dans la troisième partie de ce même ouvrage, correspondant aux notes de séminaire des années 1940 - 1941, Jung consacre une longue étude pratique des rêves de Jérôme Cardan, puis aux visions de Sainte Perpétue (morte en 203), y appliquant la méthode de l'amplification. Jung tente ainsi de montrer que ces penseurs se sont, avant la psychanalyse, et souvent dans des termes curieusement proches, intéressés aux rêves comme productions sensées de l'esprit. Pour Françoise Parot, Jung est l'héritier des mystiques et des Romantiques, de Carl Gustav Carus ou de Gotthilf Heinrich von Schubert en particulier.

#### La «science des rêves» de Freud: influence et prolongement chez Jung
En dehors de cet héritage philosophique et théologique, c'est surtout Freud et sa science des rêves qui a le plus influencé le jeune Jung, alors psychiatre à la clinique psychiatrique universitaire de Zurich. L'apport de Freud est en effet tout entier souligné par Jung : « Freud fut pour moi essentiel, surtout par ses recherches fondamentales sur la psychologie de l’hystérie et du rêve » dit-il dans son autobiographie. Néanmoins, si Freud voit le rêve comme une condensation des processus inconscients refoulés, Jung en fait bien plutôt des révélateurs des complexes, notion qu'il a développée lors de ses expérimentations sur les associations de mots, avec Franz Riklin, à la clinique psychiatrique universitaire de Zurich,. Comme Freud cependant, le rêve, auquel Jung adjoint les rêveries, fantaisies et visions, reste le matériel privilégié de l'analyse. Freud insiste en effet sur le fait que « toute clé des songes », c'est-à-dire toute liste d'équivalences symboliques à valeur générale, est à exclure. Il admet cependant quelques symboles universels, portés par la culture et certains « rêves typiques » dont on retrouve le paradigme chez de nombreux rêveurs.
Cependant, Freud voit le rêve comme une répétition d'événements passés et obsessionnels : les rêves ne sont pour lui que « l'expression voilée d'un complexe, que ce complexe soit lié à la convoitise, au pouvoir ou à la sexualité ». Jung nomme cette approche reductio in primam figuram et l'oppose à la sienne, concentrique qu'il nomme l'amplification. La première notion que Jung a critiquée est donc celle de la censure. Il refuse de parler de « façade » du rêve, de même qu'il rejette la distinction freudienne classique entre contenu latent et contenu manifeste, parce qu'il considère que « les rêves n'illusionnent pas, ne mentent pas, ne déforment pas ni ne maquillent ; au contraire, ils annoncent naïvement ce qu'ils sont et ce qu'ils pensent. (...) Leur incapacité à être encore plus clairs correspond à l'incapacité de la conscience à comprendre ou à vouloir comprendre le point en question ». « La grande différence d'avec Freud, fondamentale, c'est que pour Jung « le rêve est entièrement ce qu'il est » ; le rêve est ici sa propre interprétation ». En outre, si Freud voit dans le rêve un assemblage d'images sans but, une façade, Jung le considère comme un message moralisateur (qui concerne l'éthique et le comportement du rêveur) et, de ce fait, avec une finalité. Il le souligne à plusieurs reprises : sa conception finaliste s'oppose foncièrement à celle, causaliste, de Freud. Le rêve est ce qu'il est et pas une construction anthropomorphique chez Jung explique Charles Baudouin. Ainsi, sa théorie du rêve-compensation développe celle du rêve-désir de Freud selon ce dernier.

### Recherches de Jung sur le rêve: de la psychanalyse à la psychologie analytique
C'est alors qu'il est encore étudiant au Burghölzli, à Zurich, que Jung lit L'Interprétation des rêves de Freud. Il en rend alors compte aux autres étudiants lors de son cours de psychiatrie et notamment à son supérieur, Eugen Bleuler. Jung rejoint le mouvement psychanalytique après avoir rencontré Freud, en 1907. Sa pratique psychiatrique se centre alors principalement sur le recueil et l'étude des rêves de patients. Dès 1906 Jung a fait l'apologie de la méthode freudienne, dans son ouvrage Psychologie de la démence précoce et dont il fait parvenir un exemplaire de son livre à Freud qui l'accueille favorablement. Pourtant Jung fait déjà référence à l'interprétation des rêves de Freud dans sa thèse de psychiatrie, Psychologie et pathologie des phénomènes dits occultes, de 1902. Dès son adhésion à la psychanalyse, Jung va multiplier les études théoriques sur le rêve. En 1908 il publie l'article « La théorie freudienne sur l’hystérie » puis, en 1909 il écrit une synthèse dans « L’analyse des rêves » où il utilise tous les concepts de Freud, comme la censure ou les contenus latent et manifeste. L'étude se clôt même sur une recommandation, non seulement aux psychiatres et aux neurologues, mais aussi aux psychologues, de recourir à la méthode psychanalytique.
C'est avec son étude « Sur la signification des rêves de nombres » en 1910 que Jung commence à se démarquer de la pensée freudienne, séparation qui culminera en 1912, après leur rupture officielle. La même année il publie un dernier plaidoyer, « Sur la critique de la psychanalyse », avant de présenter et développer peu à peu sa propre théorie. Jung commence en effet à élaborer ses propres conceptions sur la signification des rêves peu après sa rupture avec Freud, en 1912 et 1913. Il vit durant cette période une « maladie créatrice » selon les mots d'Henri F. Ellenberger qui le met en contact direct avec les images inconscientes, qu'il dessine et compile dans son Livre rouge. Le tome 5 de La Théorie de la psychanalyse, intitulé « Les fantaisies de l’inconscient », de 1912, expose les postulats de la psychologie analytique nouvellement créée, qu'il définit comme une méthode d'investigation de l'inconscient ne reposant pas sur la sexualité telle que Freud la perçoit. Jung y explique que l’inconscient représente la clé de l’étiologie des névroses. Il montre qu'il existe également des parallèles évidents entre les contenus imaginaires de l’inconscient et ceux de la mythologie, parallèles que le rêve exprime en termes symboliques.
En 1916 Carl Gustav Jung publie Allgemeine Gesichtspunkte zur Psychologie des Traumes (Points de vue généraux de la psychologie du rêve) où il développe sa propre compréhension des rêves qui diffère beaucoup de celle de Freud. Dès lors les rêves deviennent des matériaux d'étude comparative permettant à Jung d'avancer d'autres concepts et hypothèses comme l'inconscient collectif, dans Métamorphose et symboles de la libido et les archétypes. Plus tard, lorsqu'il prendra l'alchimie et ses allégories comme matériel de travail, il ne cessera néanmoins d'en éclairer les motifs en les mettant en parallèle avec les rêves de patients. Tout au long de sa carrière Jung a donc amassé un nombre considérable de rêves qui lui permettent de déclarer sa méthode comme étant empirique. En 1928 il en formule les grandes lignes dans son article intitulé « Du rêve » », repris dans L'Homme à la découverte de son âme (1948) et qui constitue son introduction la plus synthétique à sa conception du processus onirique.

## Rêve et inconscient

### Archétypes et rêve

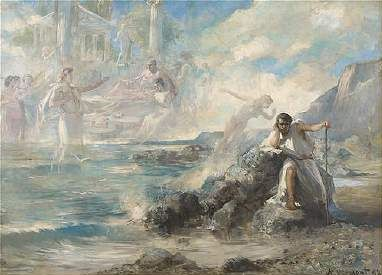
Nicolae Vermont, Le rêve d'Ulysse, 1893.

Pour Jung, le rêve exprime les archétypes, ces structures inconscientes qui modèlent l'imaginaire humain. Freud avait également remarqué, dans L’interprétation des rêves, l’existence de « rêves typiques » faits par un grand nombre de personnes ne désignant pas des impératifs personnels. Mais « ces motifs oniriques n’ont guère retenu l’attention de Freud » explique Claire Dorly. Jung, lui, les relie à la notion d’inconscient collectif, qu'il développe dès 1912 et qui désigne le réservoir imaginal des représentations humaines. Marie Louise von Franz dit ainsi que « les contes de fées, de même que les rêves archétypiques, reflètent de lents et profonds processus qui ont lieu au sein de l'inconscient collectif ». Les thèmes mythologiques sont riches de telles images, que les rêves utilisent. Ces images, par le truchement du symbole, permettent de dépasser la conscience et d'informer le sujet d'un problème sous-jacent ou d'une future évolution de la personnalité inconsciente. Dans le cas où le rêve aurait un contenu trop choquant pour la conscience, le réveil immédiat est provoqué par celle-ci afin d'éluder sa révélation, mais a contrario quand le rêve met l'accent sur un problème tout à fait conscient cela provoque aussi le réveil. Ces images « ont une fonction qui leur est propre en raison de leur caractère historique [et sont] le lien entre l’univers rationnel de la conscience et le monde de l’instinct ». Ainsi, l'inconscient est représenté par le pays des morts dans les rêves car il symbolise l'inconnaissable.
La connexion des images oniriques avec celles des mythologies, cultures et religions permet à Jung de spéculer sur l'origine de la conscience par ailleurs. Dans L’Homme à la découverte de son âme il explique ainsi que « les rapprochements entre les motifs oniriques types et des thèmes mythologiques permettent de supposer (…) que la pensée onirique est une forme phylogénétique antérieure de notre pensée ». La conscience serait donc apparue peu à peu, émergeant de la psyché inconsciente, notamment par l'attention et la volition. La fonction d'alerte que le rêve conserve, qui permet de prévenir le sujet d'un danger immédiat et qui en fait une « réaction opportune », témoigne de la proximité du processus onirique avec les instincts. Le rêve est donc un processus psychique proche de cet état indifférencié entre l'inconscient et le conscient qui permet en particulier d'exprimer le besoin du corps.

### L'Anima et l'Animus
Les archétypes de l'anima chez l'homme et de l'animus chez la femme, figurés sous les traits du sexe opposé, sont les fonctions de relation du conscient avec la psyché inconsciente dans la psychologie analytique. Ainsi Athéna chez les Grecs, Béatrice pour Dante ou Hélène du Faust de Goethe, sont des représentations culturelles de l'anima pour l'homme, qui se comporte comme un guide pour le Moi endormi, dans les profondeurs de l'inconscient alors que pour la femme l'animus est souvent personnifié par une assemblée masculine émettant des jugements catégoriques et composée de figures allant du père au frère et à l'amant. Ces complexes que Jung nomme « contra-sexuels » sont relativement autonomes au sein de la psyché et influencent de ce fait le conscient, à travers le rêve. Ainsi : « l'anima, chez l'homme, ressortit toujours à un système de relation. On peut même parler d'un système de relation érotique, alors que l'animus chez la femme ne représente absolument pas cela : il apparaît comme un problème intellectuel, un système de compréhension ». La première étape de la psychothérapie jungienne sera donc, par l'étude des séries de rêves, d'objectiver l'anima ou l'animus.
L'usage de ces concepts au sein de l'étude des rêves a été poursuivi dans la pensée de Gaston Bachelard qui les réemploie dans La poétique de la rêverie (1987). Le philosophe psychanalyste explique ainsi que « la rêverie pure, comblée d'images, est une manifestation de l'anima ». Bien que se préoccupant majoritairement des rêveries Bachelard cherche à montrer que la poésie concerne la révélation des schémas archétypaux, qui à leur tour tiennent de l'univers des rêves, le but étant de mettre au jour une « phénoménologie de l'âme ».

### L'enfant et les «grands rêves»
Jung s'est intéressé aux rêves d'enfants, dès les années 1936 à 1941, et notamment à une classe de productions oniriques qu'il nomme les « grands rêves », c'est-à-dire ceux qui proviennent des profondeurs de l'inconscient collectif. Ses études ont donné naissance à l'ouvrage Les Rêves d'enfants, constitué de trois tomes. Cependant les autres cultures connaissent aussi les grands rêves. À travers le rêve collectif en effet se déversent des images qui concernent un groupe d’individus, voire toute une société. Jung prend l'exemple d'une tribu du Kenya dans laquelle il est de coutume de raconter ses grands rêves qui concernent et appartiennent ainsi à toute la communauté. Ces rêves semblent n’avoir aucun rapport avec la situation consciente et l’environnement du rêveur. Ils sont parfois révélateurs de l’installation d’une névrose ou autre maladie mentale et se caractérisent par la présence d’archétypes difficilement explicables par le vécu ou la culture. Ces rêves sont souvent à l'origine de contes ou de récits fabuleux ou magiques, et même de religions et que l'analyste jungien Michael Fordham a étudié dans L'Âme enfantine et la psychanalyse notamment à travers la compilation des dessins d'enfants.

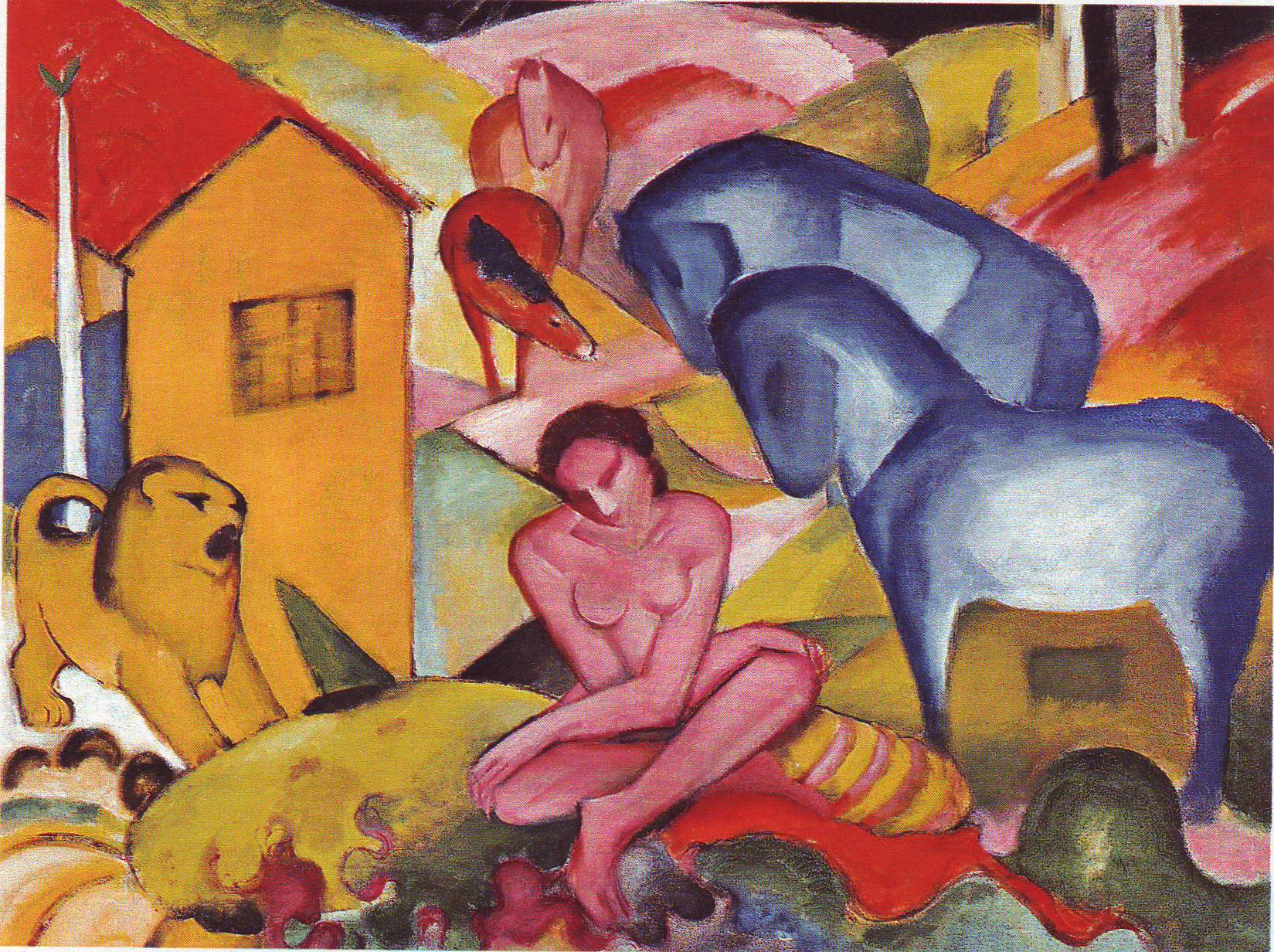
Franz Marc (1880-1916), Der Traum.

Par ailleurs, ce type de rêve se retrouve à une influence davantage culturelle. Marie Louise von Franz a ainsi étudié l'influence des grands rêves sur des personnalités historiques. Dans Rêves d'hier et d'aujourd'hui : de Thémistocle à Descartes et à C.G. Jung (1990), la continuatrice de Jung avance la thèse que certaines théories scientifiques ou certaines conceptions du monde ont une origine onirique. Cette même entrevue a été éditée avec le même titre sous forme de livre en 1987. Les contes de fées seraient également, selon elle, des rêves concernant une communauté entière et devenus des récits au fil des temps.

## L'étude des rêves en psychologie analytique après Jung
L'étude des rêves étant centrale au sein de la psychologie analytique, nombre d’auteurs et analystes d’obédience jungienne en font référence. Carl Alfred Meier étudie l'emploi des rêves de malades dans les sanctuaires de la Grèce antique et notamment le motif onirique de l'incubation. Mario Jacoby avec Das Tier im Traum (L'Animal dans les rêves, 1967), Verena Kast, Peter Schellenbaum, Barbara Hannah, Katrin Asper (avec Inner Child in Dreams, en 2001), Helmut Barz et Adolf Guggenbühl-Craig entre autres font également du rêve le matériau privilégié de leurs investigations. D'autres analystes reviennent sur l'apport épistémologique de la vision jungienne du rêve tels James A. Hall avec Jungian Dream Interpretation (1983), Mary Ann Matoon dans Understanding Dreams (1978), Strephon Kaplan-Williams (Durch Traumarbeit zum eigenen Selbst en 1981), E. G. Whitmont et S. B. Perera avec Dreams, A Portal to the Source (1989) et Harry Wilmer dans How Dreams Help (1999) qui procurent des éclairages à la psychologie analytique. L'étude des rêves après Jung est surtout représentée par trois figures majeures : Alphonse Maeder, James Hillman et Étienne Perrot en France.

### Alphonse Maeder et la fonction prospective
Proche de Jung dès 1906, l'analyste suisse Alphonse Maeder se consacre à étudier la fonction prospective dans les rêves à travers deux ouvrages : Sur la formation des symboles dans les rêves (Zur Entstehung der Symbolik im Traum) en 1910 et La Fonction des rêves (Funktion des Traumes) en 1912. En dépit de son adhésion à la psychologie analytique, il soutint également une théorie qui diverge de celles de Jung et de Freud. Le rêve est selon Maeder un jeu d'activités qui se cherchent résume Charles Baudouin et ayant une fonction cathartique. Maeder a également montré que l'interprétation sexuelle d'un rêve n'est pas immédiate, et que celui-ci est toujours plus riche de sens si l'analyste ne le lit pas comme une pulsion libidinale. Enfin l'apport de Maeder est surtout relatif à la capacité prospective des rêves, qui est selon lui inconsciente et qui va  et qu'il expose dans son article « Sur le mouvement psycho-analytique », au chapitre VII intitulé « la théorie ludique des rêves ». Le rêve est donc une anticipation qu'il ne faut pas confondre avec une capacité prophétique.

### Le rêve et la psychologie archétypale: James Hillman
Selon l'analyste américain James Hillman le moi qui rêve n'est pas le même que le moi éveillé. Les deux Moi entretiennent en effet une relation de gémellité et sont, employant un vocabulaire jungien, « les ombres l'un de l'autre » explique-t-il dans La Beauté de Psyché, L'âme et ses symboles. Dans The Dream and the Underworld (Le Rêve et les Enfers) Hillman explique que le Moi est une image, « une figure complètement subjective, un fantôme, une ombre vidée du « Je » qui s'abandonne au sommeil ». Le rêve n'appartient pas au rêveur, celui-ci n'y joue qu'un rôle, au sein d'une dramaturgie onirique. Le Moi doit donc réapprendre à se familiariser avec le rêve et son univers, à créer une intimité avec lui, à parler son langage, sans chercher à le dénaturer par des interprétations abusives. James Hillman emploie l'expression d'« underworld », en référence au monde d'Hadès dans la mythologie grecque pour désigner cet univers onirique car il est le lieu de la mort symbolique du moi. Les animaux y sont ainsi des porteurs d'âmes, c’est-à-dire qu'ils permettent une entrée dans le monde inconscient. Empreint de pratique analytique jungienne, Hillman rejette l'interprétation symbolique et culturelle seule et préfère se concentrer uniquement sur l'image en elle-même, et l'émotion qu'elle fait naître chez le patient. Sa psychologie archétypale (archetypal psychology) est ainsi à la fois un prolongement de la théorie de Jung et une pratique à part entière préoccupée par l'imaginaire seul du patient.

### Étienne Perrot et la langue des rêves

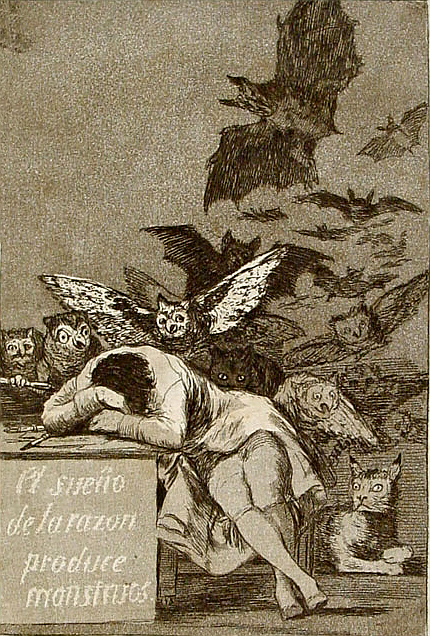
Le rêve selon Francisco de Goya.

Étienne Perrot, continuateur de Jung, fait de la langue des oiseaux et des jeux de sonorités une capacité du rêve d'exprimer de manière parallèle une réalité psychique : « ces écoutes extérieures et intérieures, ces doubles lectures, nous les apprenons donc d'abord dans les rêves. Les rêves nous apprennent à décrypter la réalité. Les rêves, c'est bien connu, prennent très souvent des matériaux de la vie diurne, mais c'est pour nous apprendre à les lire autrement. Cette lecture renferme un élément très important, qui est le décryptage des mots suivant des lois qui ne sont pas des lois causales, mais des lois phonétiques, suivant le mode de formation des calembours. C'est ce qu'on appelle la « langue des oiseaux », et c'est cela, d'une façon précise, ce que les alchimistes appelaient la « gaie science » ». Perrot reconnaît en effet au rêve une certaine motivation, indépendante de la conscience, un certain humour même qui transparaît par la langue des oiseaux. En déstructurant le mot, par les sonorités qu'il contient, le rêve donne à entendre un autre sens. Par exemple, un rêve évoquant un « parchemin », contre toute logique, pourrait s'interpréter par l'expression « par le chemin » suivant la langue des oiseaux, expression qui renvoie aux symboles de liberté, d'ouverture d'esprit, de développement personnel.

## Critique de la conception jungienne des rêves
Les critiques du rêve tel qu'il est pensé par Jung et la psychologie analytique sont de deux sortes : celles émanant d'autres analystes jungiens et celles, ne tenant pas spécifiquement au processus onirique.
Deux analystes d'inspiration jungienne émettent ainsi la critique principale quant à l'interprétation par la méthode de l'amplification. Patricia Berry et James Hillman reprochent en effet à cette méthode de perdre le sens premier et instinctuel du rêve, à force de développements symboliques. Pour Berry la méthode amplificatoire déplace l'image de l'espace personnel du rêveur vers un espace collectif et culturel et perd ainsi en précision en s'éloignant de l'image première, à cause des analogies hasardeuses. Hillman lui reproche à la conception symboliste des rêves principalement d'abstraire des images de leur contexte et de les transformer en hypostases figées qui ne livre plus dès lors que des sens littéraux.
La critique selon laquelle la pensée de Jung tient davantage du mysticisme que de la psychologie officielle est récurrente et concerne aussi bien les concepts de rêve que d'inconscient collectif comme le résume Françoise Parot et que des psychanalystes freudiens ont initié, notamment Karl Abraham qui dénonce le « délayage de l'inconscient » opéré par le psychiatre suisse et que sa conception du rêve accuse. La « teinte religieuse » du concept d'inconscient, qui devient dès lors un « arrière-plan mystique », fait de Jung un « théologien » et non plus un psychanalyste selon lui. Abraham poursuit : « les élucidations de Jung sur le rêve nous heurtent. Là aussi, Jung rend insuffisamment compte de la théorie freudienne lorsqu’il dit que la technique de l’interprétation consiste à se souvenir d’« où viennent les fragments du rêve ». L'originalité de la vision jungienne est formée d'impasses selon lui ; ainsi « la « tendance prospective » n’est donc pas non plus une découverte originale de Jung ou de Maeder, mais simplement une dénomination nouvelle d’une impasse que Freud a d’avance évitée ».

## Critique générale
L'idée selon laquelle l'association libre freudienne permet d'accéder au contenu latent du rêve s'est vue infirmée par des travaux expérimentaux qui ont conclu au caractère arbitraire de cette méthode.